# Valerij Zujev
Valerij Leonidovyč Zujev (in ucraino Валерій Леонідович Зуєв?, in russo Валерий Леонидович Зуев?, Valerij Leonidovič Zuev; Kiev, 7 novembre 1952 – Kiev, 6 maggio 2016) è stato un allenatore di calcio e calciatore sovietico, dal 1991 ucraino, di ruolo difensore.

## Palmarès

### Giocatore
- Campionato sovietico: 4

Dinamo Kiev: 1974, 1975, 1979
Dnepr: 1983
- Kubok SSSR: 3

Dinamo Kiev: 1974, 1978
SKA Rostov-sul-Don: 1981
- Coppa delle Coppe: 1

Dinamo Kiev: 1974-1975
- Supercoppa UEFA: 1

Dinamo Kiev: 1975

### Allenatore

#### Competizioni nazionali
- Perša Liha: 2

Dinamo-2 Kiev: 1998-1999, 1999-2000

## Statistiche

### Cronologia presenze e reti in nazionale
| Cronologia completa delle presenze e delle reti in nazionale ― Unione Sovietica | Cronologia completa delle presenze e delle reti in nazionale ― Unione Sovietica | Cronologia completa delle presenze e delle reti in nazionale ― Unione Sovietica | Cronologia completa delle presenze e delle reti in nazionale ― Unione Sovietica | Cronologia completa delle presenze e delle reti in nazionale ― Unione Sovietica | Cronologia completa delle presenze e delle reti in nazionale ― Unione Sovietica | Cronologia completa delle presenze e delle reti in nazionale ― Unione Sovietica | Cronologia completa delle presenze e delle reti in nazionale ― Unione Sovietica |
| Data                                                                            | Città                                                                           | In casa                                                                         | Risultato                                                                       | Ospiti                                                                          | Competizione                                                                    | Reti                                                                            | Note                                                                            |
| ------------------------------------------------------------------------------- | ------------------------------------------------------------------------------- | ------------------------------------------------------------------------------- | ------------------------------------------------------------------------------- | ------------------------------------------------------------------------------- | ------------------------------------------------------------------------------- | ------------------------------------------------------------------------------- | ------------------------------------------------------------------------------- |
| 23/11/1975                                                                      | Smirne                                                                          | Turchia                                                                         | 1 – 0                                                                           | Unione Sovietica                                                                | Qual. Euro 1976                                                                 | -                                                                               |                                                                                 |
| Totale                                                                          |                                                                                 | Presenze                                                                        | 1                                                                               |                                                                                 | Reti                                                                            | 0                                                                               |                                                                                 |